# Erax nigrotinctus
Erax nigrotinctus är en tvåvingeart som först beskrevs av Becker 1909.  Erax nigrotinctus ingår i släktet Erax och familjen rovflugor.
Artens utbredningsområde är Kenya. Inga underarter finns listade i Catalogue of Life.